# Гора (Буда-Кошелёвский район)
Гора (бел. Гара) — посёлок в Губичском сельсовете Буда-Кошелёвского района Гомельской области Белоруссии.

## География
В 16 км на запад от районного центра и железнодорожной станции Буда-Кошелёвская (на линии Жлобин — Гомель), 44 км от Гомеля.

## Транспортная сеть
Транспортные связи по просёлочной, затем автомобильной дороге Жлобин — Гомель.
Планировка состоит из короткой, почти прямолинейной улицы, близкой к широтной ориентации. Застройка двусторонняя, деревянными домами усадебного типа.

## История
Основан в начале XX века переселенцами из соседних деревень. Наиболее активная застройка приходится на 1920-е годы. В 1930 году организован колхоз. Во время Великой Отечественной войны оккупанты сожгли 21 двор, 8 жителей деревни погибли на фронте. В 1959 году в составе колхоза имени Ф. Энгельса (центр — деревня Губичи).

## Население

### Численность
- 2004 год — 25 хозяйств, 46 жителей.

### Динамика
- 1940 год — 43 двора, 95 жителей.
- 1959 год — 169 жителей (согласно переписи).
- 2004 год — 25 хозяйств, 46 жителей.